# Adolphe Prins

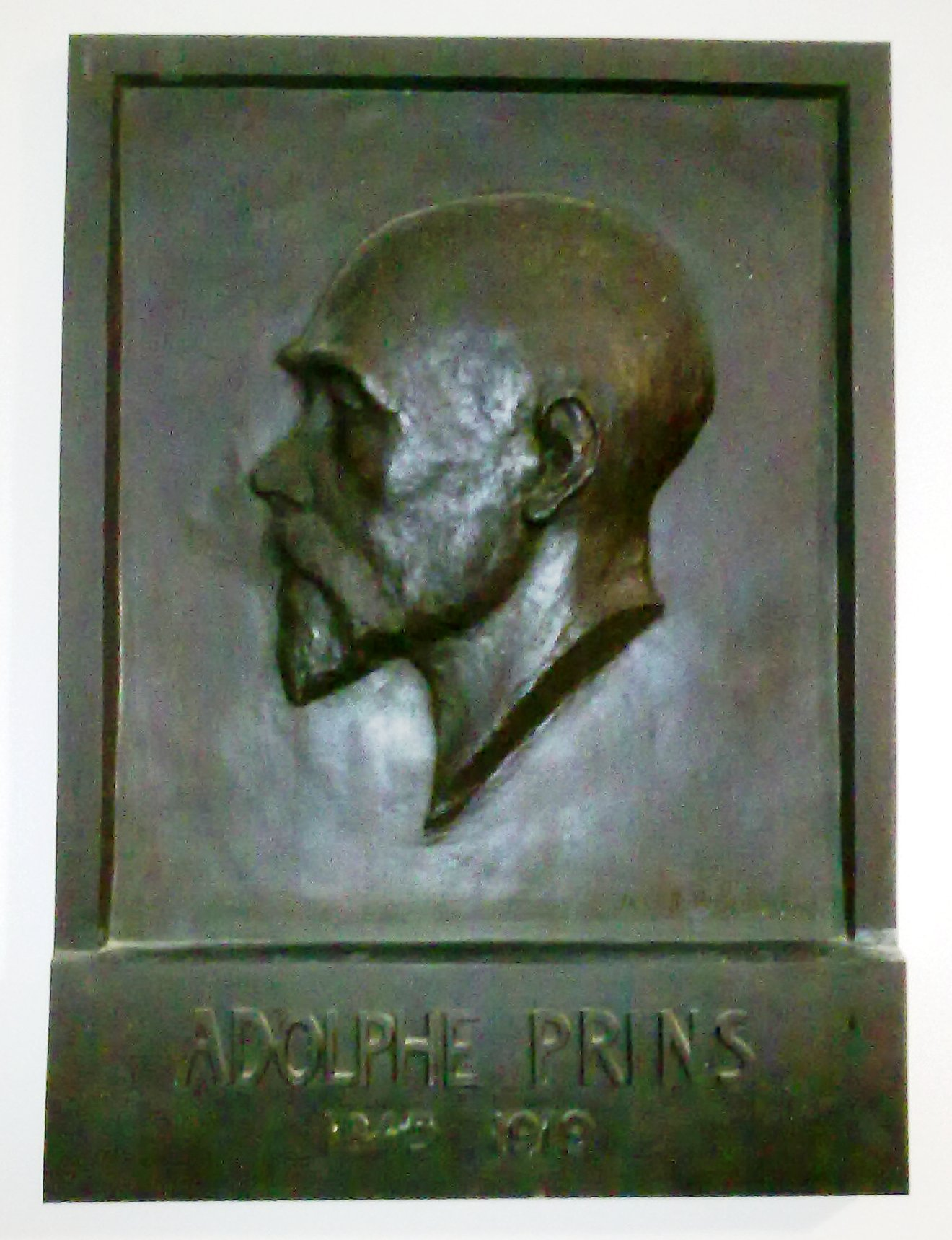
Adolphe Prins, bronzen reliëf in de oude rechtenfaculteit van de Brusselse Universiteit

Adolphe Prins (Brussel, 2 november 1845 – Elsene, 30 september 1919) was een Belgische rechtsgeleerde, criminoloog en socioloog. Vanaf 1886 ontwikkelde deze strafrechtspecialist het concept van de Défense Sociale in het strafrecht en daarmee was hij een pionier op het gebied van resocialisatie.

## Belgisch strafrecht
Prins had een belangrijk aandeel in de hervorming van het Belgische strafrecht, dat nog sterk leunde op de Code Napoléon. Op de achtergrond had hij een groot aandeel in de invoering van voorwaardelijke straffen en voorwaardelijke invrijheidstelling met de Wet-Lejeune, die door zijn voorwerk in een ijltempo ingevoerd kon worden.

## Functies
Prins begon zijn loopbaan als advocaat aan de balie van Brussel. Hij was hoogleraar aan de rechtenfaculteit van de Université libre de Bruxelles en vanaf 1900 rector. Ook was hij inspecteur-generaal van het Belgische gevangeniswezen en voorzitter van de Union Internationale du Droit Pénal, de internationale vereniging voor strafrecht. In 1891 werd hij benoemd tot lid van de Koninklijke Academie van België.

## Publicaties
- Verzameld werk: L'oeuvre d'Adolphe Prins, uitgegeven door Louis Wodon und Jean Servais, 1934
- Des droits de souveraineté de l'état sur l'église en Belgique, 1874[publ. 1]

- De l'appel dans l'organisation judiciaire répressive. Étude historique et critique, 1875[publ. 2]
- Discours sur le développement politique de l'ancien droit national, 1875[publ. 3]
- Le jury moderne et l'organisation judiciaire, 1877[publ. 4]
- La philosophie du droit et l'école historique, 1882
- La démocratie et le régime parlementaire, 1884
- Criminalité et répression. Essai de science pénale, 1886[publ. 5]
- La loi sur la libération conditionnelle et les condamnations conditionnelles, 1888
- L’organisation de la liberté et le devoir social, 1895[publ. 6]
- Science pénale et droit positif, 1899
- De l'esprit du gouvernement démocratique. Essai de science politique, 1906
- La défense sociale et les transformations du droit pénal, 1910[publ. 7]

## Verder lezen
- Steiner, Rudolf, Freiheit und Gesellschaft. www.dreigliederung.de (1 juli 1898). Gearchiveerd op 15 april 2021.
- Prins, Adolphe, Tulkens, Françoise (1986). La défense sociale et les transformations du droit pénal. Ed. médecine et hygiène, Genève. ISBN 2-88049-025-1. Gearchiveerd op 27 juli 2020.
- Ecole des sciences criminologiques Léon Cornil, Vorst, Pierre van der; Mary, Philippe; Université libre de Bruxelles, Faculté de droit. (1990). Cent ans de criminologie à l'ULB. Adolphe Prins, l'Union Internationale de Droit Pénal, le Cercle Universitaire pour les Études Criminologiques. Bruylant, Bruxelles. ISBN 2-8027-0505-9. Gearchiveerd op 27 juli 2020.
- Deferme, Jo, 'Alles strijdt, wat naar vrijheid haakt' : Theorievorming over de staking in de Belgische politiek, 1884-1914 (pdf) (1 januari 2002). Geraadpleegd op 26 juli 2020.

### Publicaties beschikbaar via internet
1. ↑  (fr) Prins, Adolphe (1874). Des droits de souveraineté de l'état sur l'église en Belgique: étude de droit public. Guillaumen, C. Maquardt. Gearchiveerd op 11 december 2021.
2. ↑  (fr) Prins, Adolphe (1875). De l'appel dans l'organisation judiciaire répressive: étude historique et critique. Muquardt. Gearchiveerd op 11 december 2021.
3. ↑  (fr) Discours sur le développement politique de l'ancien droit national: prononcé à la séance solonnelle de rentrée, du 6 novembre 1875. Alliance typographique (M.J. Poot) (1875).
4. ↑  (fr) Prins, Adolphe (1877). Le jury moderne et l'organisation judiciaire. Librairie C. Muquardt. Gearchiveerd op 11 december 2021.
5. ↑  (fr) Prins, Adolphe (1886). Criminalité et répression. Essai de science pénale. Gearchiveerd op 27 juli 2020.
6. ↑  (fr) Prins, Adolphe (1895). L'organisation de la liberté et le devoir social. Bibliothèque nationale de France. Gearchiveerd op 26 juli 2020.
7. ↑  (fr) Prins, Adolphe (1910). La défense sociale et les transformations du droit pénal. Bibliothèque nationale de France. Gearchiveerd op 26 juli 2020.